# 王劭 (東晉)
王劭（？—？），字敬倫，小字大奴。琅邪臨沂（今山東臨沂）人。東晉丞相王導的第五子。東晉時期官員及書法家。

## 生平
王劭歷官東陽太守、吏部郎、司徒左長史、丹楊尹。因得桓溫器重，故遷任吏部尚書，後轉尚書僕射，領中領軍。後調外任建威將軍，吳國內史。王劭去世後獲贈車騎將軍，諡號為簡。

## 性格特徵
- 王劭外貌俊美，有品德，風姿似父親王導[1]，即使親如家人亦未曾見過他怠惰頹喪的樣子。
- 王劭一次與其弟王薈同去拜訪時為大司馬的桓溫，當時桓溫行廢立不久，並正收捕被指謀反的庾倩、庾柔的兄長庾希。王期間十分不安並猶豫想離去，但王劭卻十分鎮定等待桓溫的人回報。當時的人以此事認為王劭較優勝。[2]
- 桓溫對王劭十分黨識，一次王劭受命為桓溫拜授官職，桓溫遠望從大門而入的王劭，說他「大奴固自有鳳毛」，時人稱才能與父相似者為「有鳳毛」[3]。
- 王劭習草書，《述書賦》載「（王導）有子敬倫，跡存目驗。以古窺今，調涉浮艷。尚期羽翼鴻漸，芝蘭香染。」

## 家庭

### 子女
- 王穆，臨海太守。
- 王默，吳國內史。
- 王谧，过继四伯王协，太保，追赠侍中、司徒。
- 王恢，右衞將軍。

### 孫兒
- 王簡，王穆子。
- 王智，王穆子。
- 王超，王穆子。
- 王鉴，王默子，
- 王惠，王默子，字令明，歷仕晉及南朝宋，在宋官至吏部尚書。

## 延伸阅读
[在维基数据编辑]
 《晉書·卷065》，出自房玄齡《晉書》